# Малоземелска тундра
Малоземѐлската тундра (на руски: Малоземельская тундра) е низина в крайната северна част на Източноевропейската равнина, разположена между долината на река Печора на изток и левият ѝ приток Сула на юг, Тиманското възвишение (Тимански кряж) на югозапад и брега на Баренцово море на север, в пределите на Ненецкия автономен окръг на Архангелска област в Русия.
Релефът е равнинен. Покрай брега на Баренцово море са развити морски тераси с височина до 60 – 80 m, централните части са заети от слабохълмиста моренна равнина с отделни хълмове и ниски ридове с височина до 140 – 180 m и главния Ненецки рид с височина до 140 m. В басейните на реките Сула, Сойма и Индига има обширно понижание, което е силно заблатено и изпъстрено със стотици малки езера. Изградена е от морски и континентални наслаги. Покрай морския бряг се простират брегови валове, дюни и котловинни понижения („ерсеи“). Огромно е количеството на термокарстовите езера, като най-големите – Урдюжко, Индигско и др. са с ледников произход.
Климатът е суров с дълга зима (средна януарска температура от –16 °C до –17 °C) и кратко и прохладно лято (средна юлска температура от 12 °C на юг до 8 °C на север). Годишната сума на валежите е 300 – 350 mm. На север и в централните части е развита мъхова, лишейна и храстовидна тундрова растителност, а на юг и по долините на реките – предтундрови редки келяви гори и храсти. Основни селскостопански дейности са еленовъдството, риболовството и лова на животни с ценни кожи.